# Praia do Norte
Praia do Norte ist eine portugiesische Gemeinde (Freguesia) im Kreis (Concelho) von Horta auf der Azoreninsel Faial.
Die Gemeinde liegt im Nordwesten der Insel und besteht aus dem Hauptort in etwa 300 m Höhe an der inselumrundenden Nationalstraße EN-1 sowie Fajã da Praia do Norte auf einer Küstenebene direkt am Meer. Der Ort besitzt einen Strand aus dunklem Lavasand.
Rund um Praia do Norte führt der gekennzeichnete Wanderweg PRC2FAI Rocha da Fajã (siehe auch Liste der Wanderwege in Portugal#Azoren).
Praia do Norte gehört zu den 32 Glyphosatfreien Kommunen in Portugal (Stand März 2018).

## Geschichte
Der bereits 1567 erwähnte Ort wurde 1672 beim Ausbruch des Vulkans Cabeço do Fogo vollständig zerstört. Auch von den Erdbeben, die die Entstehung des Vulcão dos Capelinhos in den Jahren 1957 und 1958 begleiteten, war Praia do Norte direkt betroffen. Die Dorfkirche Igreja de Nossa Senhora das Dores wurde 1960/1961 neu errichtet, um den eingestürzten Vorgängerbau zu ersetzen.
Am 9. Dezember 2005 lief das Containerschiff CP Valour vor Praia do Norte auf Grund. Auf dem Weg von Montreal nach Valencia hatte es die Baía da Praia do Norte (auch Baía da Ribeira das Cabras) angelaufen, um vor Anker liegend einen Motorschaden zu beheben. Als alle Versuche, es wieder flott zu bekommen, scheiterten, musste das Schiff aufgegeben und vor Ort abgewrackt werden. Beim Abschleppen des Wracks sank dieses im September 2006 etwa 25 Meilen nördlich von Faial.

## Galerie

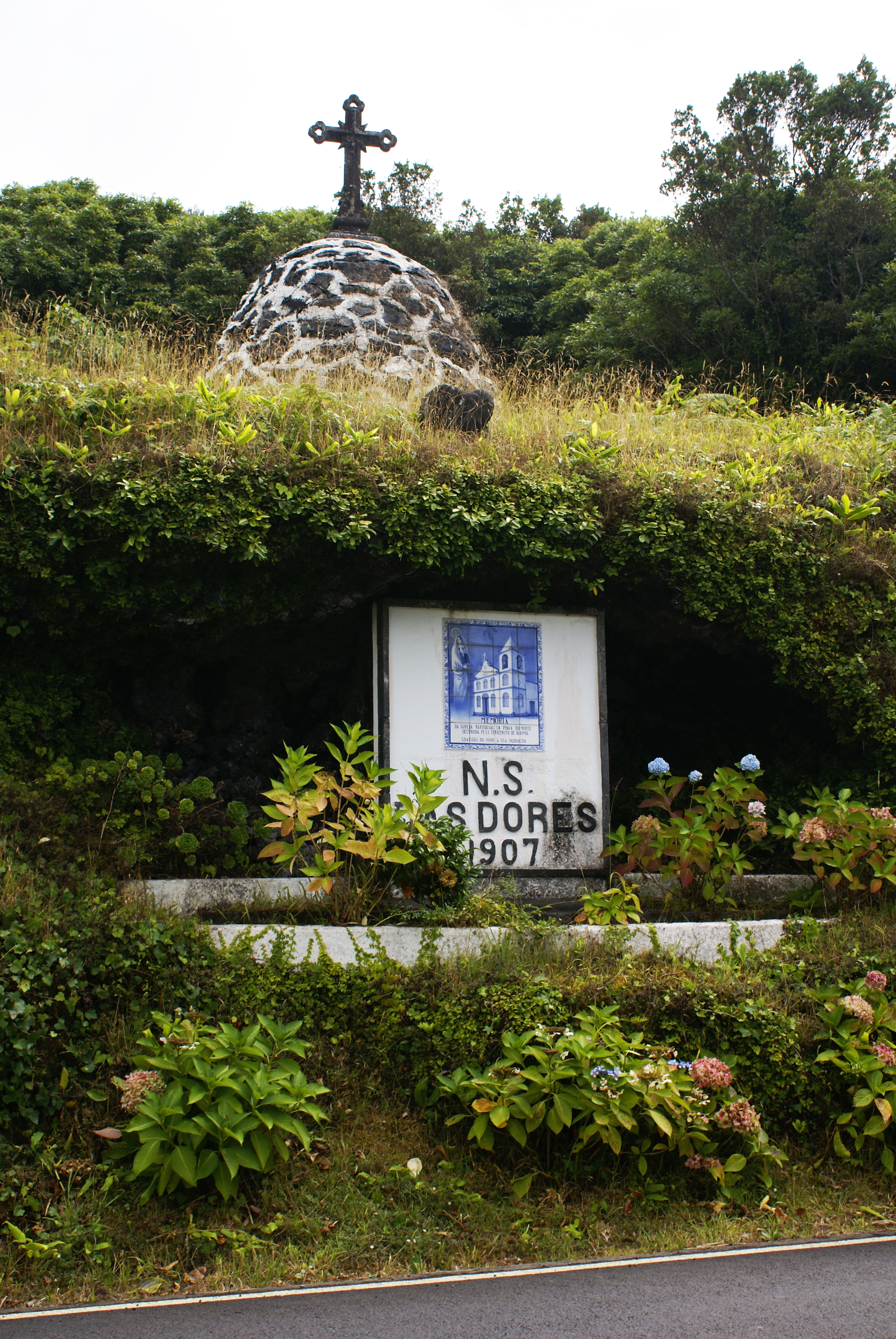
Denkmal für die 1672 zerstörte Kirche Igreja de Nossa Senhora das Dores
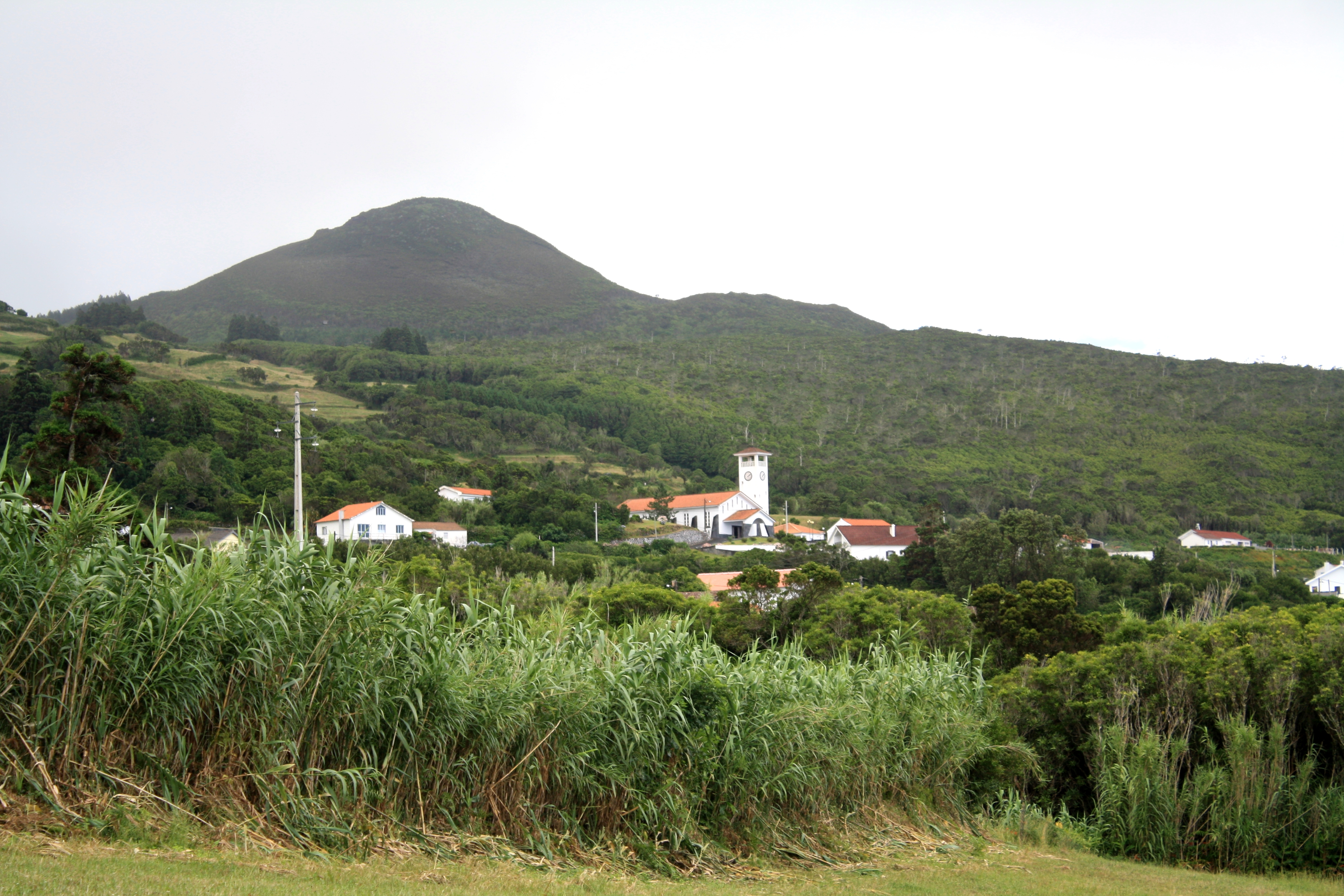
Praia do Norte mit der heutigen Kirche und dem Vulkan Cabeço do Fogo
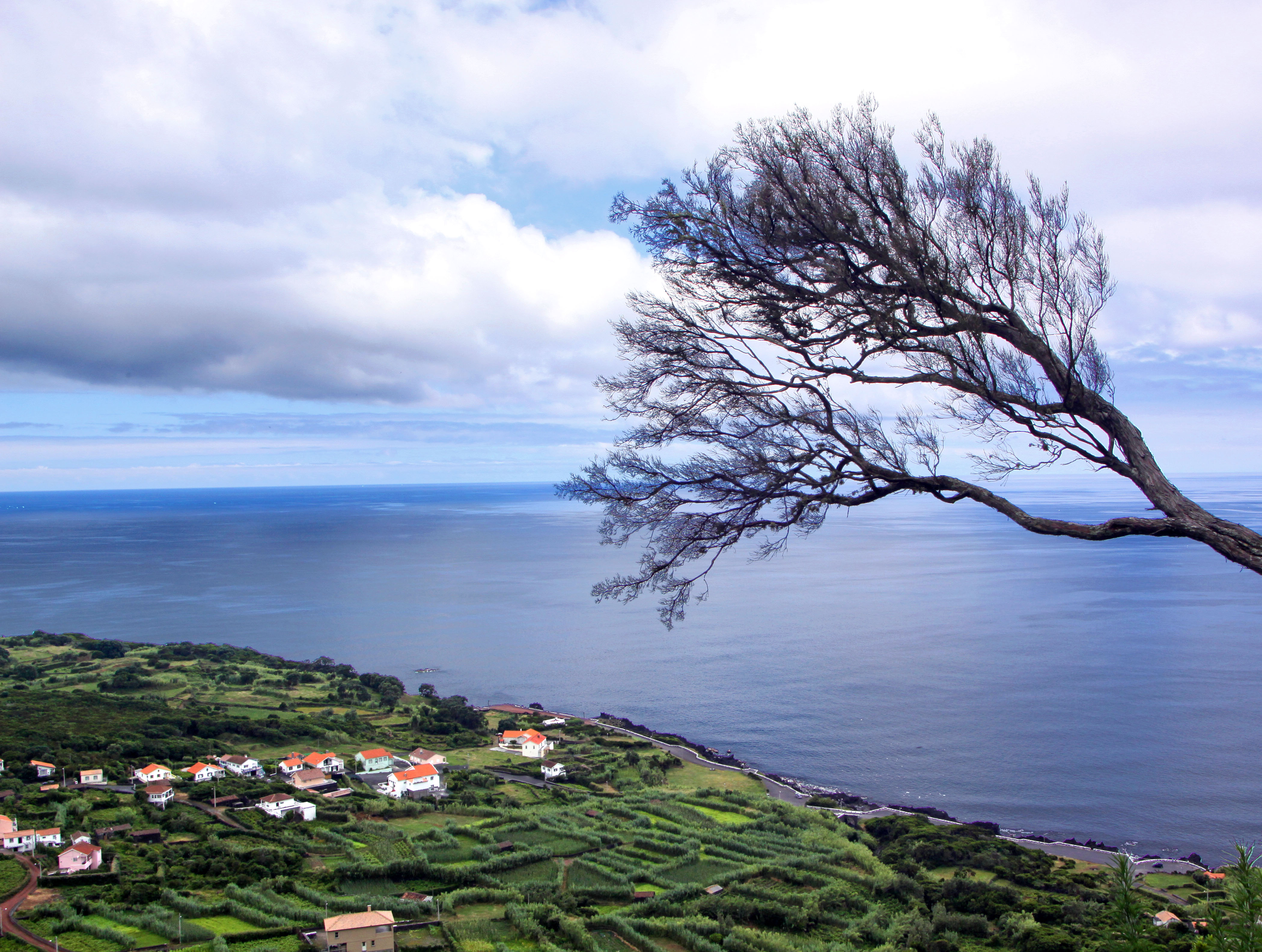
Blick auf Fajã da Praia do Norte
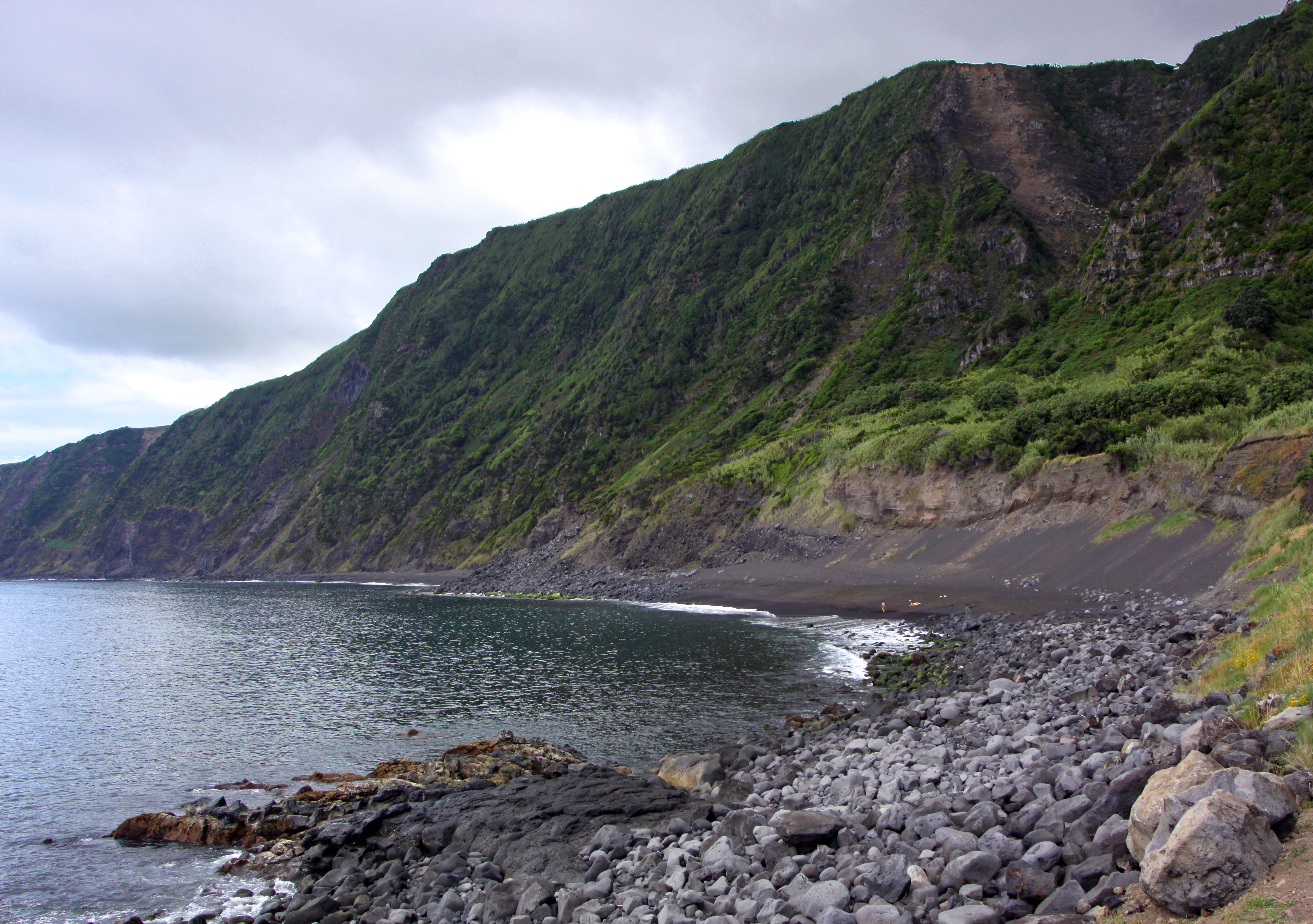
Der Strand von Praia do Norte

## Verwaltung

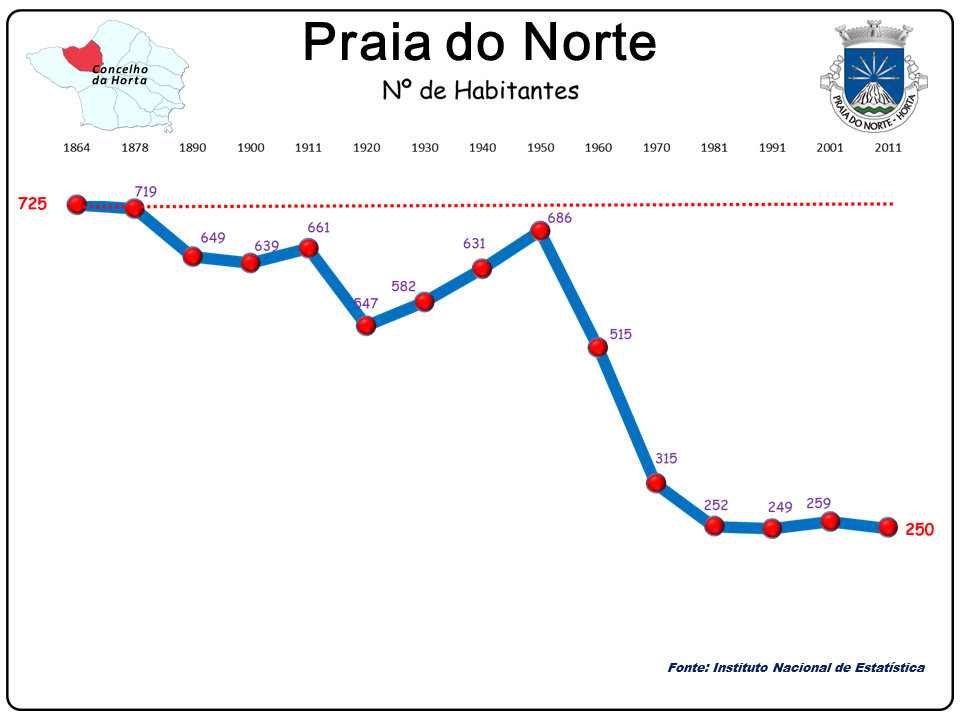
Einwohnerentwicklung der Gemeinde Praia do Norte (1864–2011)

Praia do Norte ist eine Gemeinde (Freguesia) im Kreis (Concelho) von Horta auf der Insel Faial, zugehörig zur Autonomen Region der Azoren. Die Gemeinde besitzt eine Fläche von 13,9 km² und hat 257 Einwohner (Stand 19. April 2021).
Die Gemeinde setzt sich aus drei Ortschaften oder Ortsteilen zusammen:
- Fajã
- Praia do Norte de Baixo
- Praia do Norte de Cima